# آنی دگروت
آنی دگروت (به فرانسوی: Annie Degroote) نویسنده قرن بیستم میلادی اهل فرانسه است.